# Paul Trappaud
Paul Trappaud († 1707 in Ungarn) war ein königlich dänischer Oberst und Chef des Oldenburgischen Kürassier-Regiments.
Die Familie Trappaud waren Glaubensflüchtlinge aus Lothringen, die nach Holstein kamen. Paul wurde am 10. Juli 1683 Kornett im 4. Jütländischen Reiter-Regiment. Im Jahr 1684 wurde er Leutnant. Am 13. Oktober 1691 wurde er dann Rittmeister im 1. Jütländischen Reiter-Regiment, das in kaiserlichen Sold kam, und wurde 1692 mit dem Regiment nach Ungarn geschickt. Er wurde dort am 12. Dezember 1693 Major und am 26. Mai 1694 Oberstleutnant.
In den Jahren 1698 und 1699 stand das Regiment in polnischem Sold in Sachsen. Nachdem es entlassen worden war, kehrte es nach Dänemark zurück. Bis 1706 war er mit dem Regiment in Rendsburg stationiert. Am 10. April 1706 wurde er Oberst und Chef des Regiments das inzwischen wieder in kaiserlichen Sold in Ungarn war; sein Vorgänger Nikolaus Heinrich Ditmersen war verstorben. Er starb kurz danach im Jahr 1707 an der Pest.
Er war seit 1688 mit Katharine Sophie von der Decken († vor 1704) verheiratet. Das Paar hatte Kinder, darunter:
- Helene Marie Trappaud ⚭ Andreas Christoffer Crane